# Antonio Saca

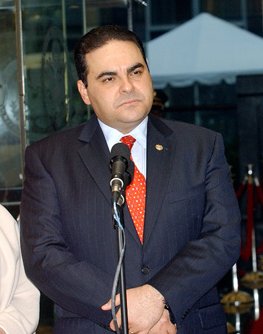
Antonio Saca

Elías Antonio Saca González, född 9 mars 1965, blev vald till president i El Salvador 2004, och 1 juni efterträdde han Francisco Flores. Liksom sina företrädare tillhör han ARENA-partiet, och han härstammar från palestinier, som invandrade till El Salvador i början av 1900-talet. Hans presidentperiod varade till 1 juni 2009, då han efterträddes av Mauricio Funes. 2018 dömdes han till tio års fängelse för förskingring och pengatvätt av summor motsvarande flera miljarder svenska kronor, brott som han också erkänt under rättegången.